# Tour Esso

La tour Esso est l'un des tout premiers bâtiments construits à la Défense en région parisienne en 1963. Elle a été détruite en 1993, après sa vente par Esso, pour être remplacée par l'ensemble d'immeubles Cœur Défense.

## Un pionnier de la Défense
Ce bâtiment était pionnier à bien des points de vue : premier immeuble de bureaux en France, il a été construit dans le quartier de la Défense en 1963, alors même que le quartier d'affaires n'était encore qu'un pari à gagner. En effet seul le CNIT avait été construit auparavant. Le terrain avait d'ailleurs été acheté en 1957 par la société pétrolière Esso, filiale du groupe américain Exxon (devenu ExxonMobil en 1999), avant même que l'EPAD n'existe.
Esso souhaitait regrouper ses 1 550 employés, dispersés dans plusieurs bâtiments à Paris et en proche banlieue – dont le siège social qui était situé au 82, avenue des Champs-Élysées –,  pour qu'ils puissent travailler dans un seul immeuble, confortable et fonctionnel. Celui-ci comprenait un des tout premiers self-service, une salle climatisée pour des calculateurs IBM, un salon de repos, et même une salle de cinéma en sous-sol.
En 1993, la tour Esso fut également la première tour de la Défense à être détruite. Aujourd'hui se dresse à son emplacement la tour Cœur Défense, terminée en 2001.

## Caractéristiques
- Architectes : Jacques et Pierre Gréber, Lathrop Douglass
- 11 étages
- 30 000 m²
- structure centrale en béton concentrant les ascenseurs et les réseaux (électricité...) ; les façades sont des murs-rideaux métalliques.
- construite sur la commune de Courbevoie, dans le secteur 4 de la Défense.

## À noter
- Le quartier de la Défense était mal desservi par les transports en commun à l'époque. La gare SNCF de la Défense n'existant pas encore, le train venant de la gare Saint-Lazare s'arrêtait spécialement devant le CNIT, pour laisser descendre les employés d'Esso à même les voies. Puis une gare provisoire desservit La Défense, mais uniquement en période de salons et ce n'est qu'en 1968 que la gare définitive fut ouverte pour les voyageurs venant de la Gare de Paris-Saint-Lazare, de Versailles ou de Saint-Nom-la-Bretèche.
- Lorsque l'immeuble Esso a été construit, la dalle piétonne n'avait pas encore été réalisée. L'entrée de l'immeuble était donc logiquement au niveau du sol. La dalle, par la suite, se retrouva au niveau du 3e étage.
- Le nom d'Esso fut lisible pendant un temps en lettres lumineuses sur la façade, les lettres étant réalisées en baissant judicieusement les rideaux aux fenêtres.
- Certaines séquences du film de Jean-Luc Godard, Alphaville, furent tournées à l'intérieur du bâtiment qui venait tout juste d'être mis en service.